# Alfa Antliae
Alfa Antliae (a Antliae/a Ant) è una stella gigante arancione di magnitudine apparente 4,22-4,29 situata nella costellazione della Macchina Pneumatica (Antlia in latino). Alpha Antliae dista approssimativamente 370 anni luce dal sistema solare ed è la stella più brillante della sua costellazione.
La stella è una gigante arancione di classe spettrale K4 III (la misura del suo diametro angolare di 3,63 milliarcosecondi, rivela che si tratta di una gigante con il raggio pari a 57 raggi solari) con una temperatura superficiale che va dai 3900 ai 4100 K; l'incertezza della temperatura provoca anche un'incertezza nella luminosità: se la temperatura massima è corretta, la stella è 480 volte più luminosa del sole, mentre se la temperatura è più bassa, Alfa Antliae è ben 555 volte più luminosa della nostra stella.
Sembrerebbe una stella variabile, tanto che possiede anche un nome provvisorio della nomenclatura delle stelle variabili, (NSV 4862), con una massa stimata in 2,2 masse solari e un'età di 1000 milioni di anni: probabilmente aumenterà di luminosità, prima di divenire una Variabile Mira.